# 차귀현
차귀현(車貴鉉, 1975년 1월 12일~)은 대한민국의 남자 축구 선수로, 포지션은 공격수이다. 한양공업고등학교와 한양대학교의 축구부를 거친 뒤 K리그의 대전 시티즌에서 프로 데뷔를 했으며, 이후 전남 드래곤즈에서도 활약했다.
1990년대 초에는 대한민국 U-20 대표팀으로 활동했다.

## 같이 보기
- 대한민국의 스포츠